# Boson e Gelanava
Boson e Gelanava (en francès Bouzon-Gellenave) és un municipi francès de Gascunya, situat al departament del Gers i a la regió d'Occitània.

## Geografia

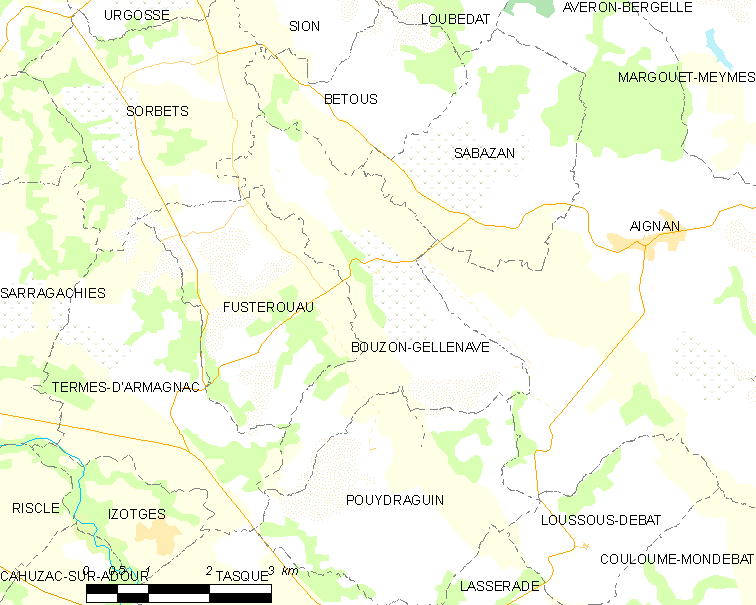
Mapa de la comuna de Boson e Gelanava

## Administració
| Període | Identitat     | Partit        |
| ------- | ------------- | ------------- |
| 2001-   | Nicole Duclos | Divers gauche |

## Demografia
| 1962                                       | 1968 | 1975 | 1982 | 1990 | 1999 | 2006 |
| ------------------------------------------ | ---- | ---- | ---- | ---- | ---- | ---- |
| 213                                        | 190  | 175  | 181  | 176  | 167  | 186  |
| Des de 1962: població sense dobles comptes |      |      |      |      |      |      |